# Proroctwo o wojnie domowej

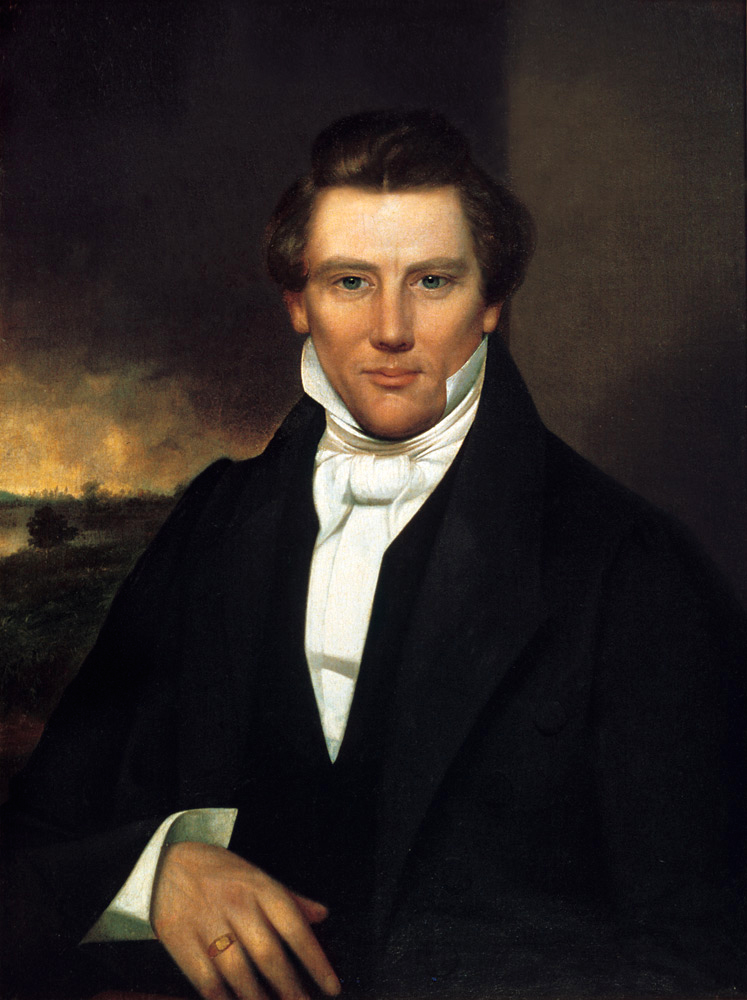
Joseph Smith junior, twórca ruchu świętych w dniach ostatnich. To z jego wizjonerskich doznań wyrasta proroctwo o wojnie domowej.

Proroctwo o wojnie domowej – przepowiednia Josepha Smitha, założyciela i pierwszego przywódcy ruchu świętych w dniach ostatnich (mormonów).
Zawarta w objawieniu, które Smith miał otrzymać 25 grudnia 1832. Zapisana jest kolejno w rozdziałach osiemdziesiątym siódmym oraz sto trzydziestym Nauk i Przymierzy. Dotyczyła wojny mającej się rozpocząć w Karolinie Południowej, konfliktu zbrojnego między stanami amerykańskiego południa a stanami północy kraju. Przewidywała dalej, że Południe zwróci się o pomoc do innych krajów, w tym do Wielkiej Brytanii, a sam konflikt zakończy się śmiercią i niedolą wielu dusz. 
Rozwinięcie pierwotnej formy proroctwa zawiera objawienie z 1843. Smith zaznaczył w nim, że prawdopodobną przyczyną tego konfliktu będzie kwestia niewolnictwa. Zgodnie z mormońską interpretacją znaczna część tej przepowiedni wypełniła się wraz z wojną secesyjną. Wskazuje się przy tym wszakże, iż pewne jej fragmenty mają szersze zastosowanie i jako takie wciąż oczekują na realizację.
Proroctwo o wojnie domowej było przekazywane i powielane wśród przywódców kościelnych oraz niektórych misjonarzy już w latach 30. XIX wieku. Jego droga do uznania za kanoniczne objawienie była wszelako dosyć długa. Jego zasadniczą część Kościół Jezusa Chrystusa Świętych w Dniach Ostatnich opublikował dopiero w 1851. Włączono je do mormońskiego kanonu ostatecznie w 1876. Pozostaje jedną z najlepiej znanych i najszerzej publikowanych części Nauk i Przymierzy. Największe zainteresowanie wzbudzała podczas wspominanej już wojny secesyjnej. Przez wielu wiernych była postrzegana wówczas jako potwierdzenie proroczego posłannictwa Josepha Smitha.
Jego interpretacja doktrynalna zmieniała się z czasem. Różne było także użycie polityczne tego proroctwa. Reed Smoot, członek Kworum Dwunastu Apostołów, reprezentujący również Utah w Senacie Stanów Zjednoczonych prawdopodobnie wykorzystywał je w swoich staraniach przeciwko ratyfikacji Traktatu wersalskiego. Wraz z międzynarodową ekspansją Kościoła rozumienie proroctwa uległo znacznemu poszerzeniu. Zaczęto je pojmować w kontekście Ewangelii jako narzędzia wybawienia przed nieszczęściem. Szczególną uwagę władz naczelnych wspólnoty przykuł też werset ósmy tekstu proroctwa spisanego w rozdziale 87. Nauk i Przymierzy. Nawołuje on świętych w dniach ostatnich, by stali w świętych miejscach i nie dali się poruszyć.